# Patani

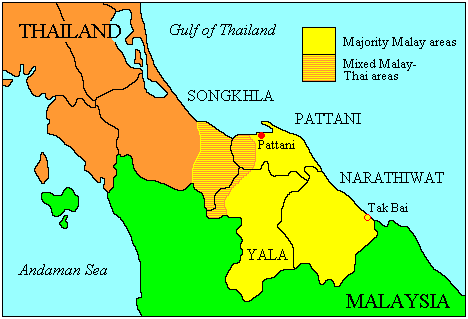
Bản đồ phân bố dân tộc miền nam Thái Lan. Màu vàng là chỗ cư trú chủ yếu của người Mã Lai, và ba khu vực lấy màu vàng làm chủ đạo là tỉnh Pattani (trên cùng), tỉnh Yala (dưới cùng bên trái) và tỉnh Narathiwat (dưới cùng bên phải). Phần màu cam thuộc ba huyện của tỉnh Songkhla.

Patani, hoặc gọi ba tỉnh miền nam Thái Lan, chỉ khu vực phía nam Thái Lan gần sát biên giới với Malaysia, bao gồm ba tỉnh Pattani, Yala, Narathiwat và một phần Songkhla, lấy tỉnh Pattani làm trung tâm, cư dân chủ yếu là người Mã Lai tôn sùng tín ngưỡng Hồi giáo. Khu vực này hiện nay nổi lên phong trào li khai, độc lập khỏi Thái Lan.
Khu vực Patani có quan hệ lịch sử với các sultan quốc như Singgora (Songkhla), Ligor (Nakhon Si Thammarat), Lingga (gần sát Surat Thani) và Kelantan. Các sultan quốc trên bán đảo Mã Lai mặc dù duy trì tự lập cao độ trong một khoảng thời gian dài, nhưng một trong số đó có vương quốc Patani bị tiến cống cho vương quốc Sukhoithai và vương quốc Ayutthaya. Năm 1767, vương quốc Ayutthaya bị Miến Điện tấn công, sau khi thủ đô của vương quốc bị thất thủ, quốc vương Patani đã tuyên bố độc lập, nhưng tuyên ngôn độc lập chưa bao giờ được quốc vương Thái Lan công nhận, sau này sau khi vua Thái Rama I lên ngôi tại Băng Cốc, lập tức đem Patani đặt dưới sự thống trị trực tiếp của quốc vương Thái Lan. Mãi đến năm 1909, Anh Quốc và Thái Lan kí kết hiệp ước Anh－Xiêm đem lãnh địa Patani nguyên lúc đầu chia cắt, 60% thuộc về Thái Lan, 40% sáp nhập vào Malaya thuộc Anh.
Trong khoảng thời gian dài tới nay, kiểu chia cắt này tạo nên sự bất mãn cho các dân tộc Mã Lai địa phương, đồng thời đã chôn vùi gốc rễ của vấn đề dân tộc mà hậu thế sửa sai không hết được.
Trong mấy năm qua, phong trào chủ nghĩa li khai mưu toan thành lập một nhà nước Hồi giáo Patani Darussalam, bao gồm ba tỉnh ở miền nam Thái Lan. Phong trào này đã phát sinh chuyển biến mãnh liệt kể từ sau năm 2001, dẫn đến cục thế căng thẳng vũ trang và thực thi lệnh giới nghiêm trên cả nước Thái Lan.
Đồng dạng với Patani, tỉnh Satun, từng nằm dưới sự thống trị của vương quốc Kedah (630-1136) và sultan quốc Kedah (1136-1821), có phần lớn dân số là người người Mã Lai tôn sùng tín ngưỡng Hồi giáo, nhưng lại giữ gìn quan hệ chặt chẽ với chính quyền trung ương Băng Cốc về phương diện lịch sử. Người dân ở tỉnh Satun không tham gia phong trào khôi phục vương quốc Patani, cũng như không bị liệt vào danh sách hoạt động hoặc tài trợ khủng bố.

## Lịch sử

### Thời kì đầu
Vương quốc Langkasuka từng tồn tại ở miền nam Thái Lan và phía bắc bán đảo Mã Lai từ thế kỉ II đến thế kỉ XIV, bao gồm ba bang Kedah, Kelantan và Terengganu thuộc Malaya, cùng với bốn tỉnh Pattani, Yala, Songkhla và Satun thuộc Thái Lan ngày nay. Vương quốc ban đầu chọn lấy Ấn Độ giáo làm quốc giáo, nhưng do tiến trình Hồi giáo hoá, nên bị Hồi giáo hoá vào giữa thế kỉ XV.
Vương quốc Patani đạt đến thời kì hoàng kim với tư cách là một trung tâm thương mại ở bán đảo Mã Lai vào thế kỉ XVII, thông qua giao thương với châu Âu, Trung Quốc và Nhật Bản, nhưng bởi vì vương quốc này nằm dưới sự thống trị của vương quốc Sukhothai và vương quốc Ayutthaya, cho nên thường hay nổi dậy giành độc lập.
Bên cạnh những tranh chấp chính trị trong vương quốc Patani, vào nửa sau thế kỉ XVIII, một chính phủ Thái Lan do người Hoa quản lí đã ra đời ở tỉnh Songkhla, bởi vì nó phát triển như một trung tâm thương mại để thay thế vương quốc Patani, cho nên Patani dần dần mất đi giá trị của một trung tâm thương mại. Sau đó, nó tạo cơ hội cho Thái Lan tiến vào bán đảo Mã Lai.

### Thái Lan thôn tính
Năm 1760, quốc vương Miến Điện Alaungpaya cầm quân xâm lược vương triều Ayutthaya. Ekkathat bị ép bổ nhiệm Uthumphon làm tướng quân để kháng cự cuộc tiến công của Miến Điện. Không lâu Uthumphon chết, vương triều Ayutthaya may mắn tồn tại thêm 7 năm. Năm 1766, quân đội Miến Điện do Maha Nawrahta và Ne Myo Thihapate cầm đầu, đã chinh phục Lan Na và Lào, sau đó đã bao vây Ayutthaya - thủ đô của vương triều Ayutthaya. Ekkathat tổ chức quân đội phản công ở Ratchaburi và Thonburi, nhưng bị Miến Điện đánh bại. Ekkathat thấy cục thế đã mất, đành bí mật trốn thoát khỏi thủ đô. Ngày 7 tháng 4 năm 1767, Ayutthaya bị quân đội Miến Điện đánh chiếm và đốt phá, vương triều Ayutthaya bị diệt vong.
Phó thống đốc tỉnh Tak Taksin lợi dụng cơ hội chiến tranh Thanh - Miến bùng phát và quân đồn trú Miến Điện tại Ayutthaya bị ép về nước chống quân Thanh, đã dấy binh chống lại sự thống trị của Miến Điện, đánh đuổi quân đội Miến Điện, đồng thời thành lập vương triều Thonburi.
Năm 1782, Rama I lợi dụng sự nổi loạn để chống vua, đã phát động đảo chính lật đổ Taksin, tuyên bố Taksin là người mắc bệnh tâm thần, sau đó đem Taksin ra xử quyết, tự xưng làm vua, thành lập vương triều Chakri, dời đô từ Thonburi đến Băng Cốc. Năm 1786, Xiêm La trỗi dậy mạnh mẽ đã cử một đội quân do thân vương Surasi (nhị vương Xiêm La Maha Sura Singhanat), em trai của vua Rama I, chỉ huy tiến vào vương quốc Patani, giết chết Sultan Muhammad, và cai trị hoàn toàn Patani. Theo ghi chép vào thời điểm đó, có tới 4.000 người Patani được đưa đến Băng Cốc và bị buộc phải đào kênh (sau đó họ bị người địa phương đồng hoá, và tự gọi mình là người Thái).
Từ năm 1791 đến năm 1808, Patani cố gắng nổi dậy chống lại chính quyền Thái Lan, nhưng người Thái đã làm suy yếu quyền lực và đàn áp cuộc kháng chiến bằng cách chia và trị Patani. Patani cũng phát động cuộc nổi dậy của Muhammad Saad vào năm 1837 để chống phá chính phủ Thái Lan. Năm 1882, Patani chính thức được sáp nhập vào Thái Lan, có thống đốc là người Thái đến từ miền trung Thái Lan. Năm 1902, vương quốc Patani bị xoá bỏ, năm 1909, Anh Quốc và Thái Lan kí kết hiệp ước Anh－Xiêm đem vương quốc Patani nguyên lúc đầu chia cắt, 60% thuộc về Thái Lan, 40% sáp nhập vào Malaya thuộc Anh. Năm 1933, với sự giải thể của monthon, ba tỉnh miền nam Thái Lan được thành lập.

### Nhà nước Patani
Trong suốt thế chiến II, Thái Lan liên minh với Nhật Bản. Lúc này, để đối phó quân đội đế quốc Nhật Bản, Thái Lan đã công nhận tính ưu việt của bán đảo Mã Lai so với Malaya thuộc Anh. Bên cạnh đó, Tengku Mahmood Mahyiddeen - thủ lĩnh phong trào độc lập Patani, nêu điều kiện liên minh với Anh là Patani phải độc lập sau khi Nhật bại trận. Năm 1940, thủ tướng Thái Lan Plaek Phibunsongkhram đã ra lệnh bắt buộc tất cả công dân Thái Lan phải trở thành Phật tử nhằm biến công dân Thái Lan ở nước này thành người Thái "thuần tuý" thông qua cái gọi là rattaniyom (tín điều yêu nước), cư dân Hồi giáo Patani rất khó chịu về tín điều rattaniyom của Phibunsongkhram. Cùng năm đó, tại tỉnh Mukdahan, cảnh sát địa phương yêu cầu hai chị em và năm người trong làng theo đạo Thiên Chúa cải tín sang Phật giáo, cả bảy người họ đều từ chối và cuối cùng bị bắn chết. Tín điều này bao gồm nhiều hạng mục trong đó có thờ tượng Phật. Sau khi Nhật Bản bại trận vào năm 1945, Patani sẽ được độc lập như lời hứa của người Anh, vì vậy người dân đã treo cờ Patani.

### Tiến triển về sau
Người Anh đã thất hứa và Patani trở về Thái Lan. Sau đó, đã hình thành một số đoàn nhóm lấy tư tưởng độc lập làm chỉ nam hoạt động. Tengku Mahmood Mahyiddeen tìm kiếm độc lập với mục tiêu trở thành quốc vương của vương quốc Patani, nhưng mặt khác, đường lối của Haji Sulong Tomina tìm cách thành lập Cộng hoà Hồi giáo Patani được ủng hộ, bằng cách lí tưởng hoá một quốc gia từng trải qua cách mạng Hồi giáo như Iran trước đây. Hiện tại, Tổ chức Giải phóng Đoàn kết Patani là một tổ chức có ảnh hưởng.
Chính phủ Thái Lan thực hiện chính sách hoà hợp dân tộc ở 4 tỉnh miền nam có đông dân cư theo đạo Hồi. Tỉnh Songkhla có một số lượng lớn người Phúc Kiến và người nhập cư theo đạo Phật, Hat Yai là trung tâm kinh tế phía nam, duy trì quan hệ với miền trung Thái Lan và Penang. Mặt khác, tỉnh Satun vốn là một phần của vương quốc Hồi giáo Kedah, do hằng ngày sử dụng tiếng Thái và tiếp xúc nhiều hơn với văn hoá Thái nên quá trình hội nhập diễn ra tương đối chậm. Tuy nhiên, việc chống lại sự đồng hoá của người Thái diễn ra mạnh mẽ ở ba tỉnh nội địa phía nam, nơi tiếng Mã Lai được sử dụng hàng ngày và ý thức về Hồi giáo rất mạnh mẽ.
Ba tỉnh miền nam Thái Lan thường xuyên xảy ra mâu thuẫn với quan chức và cảnh sát địa phương, bởi vì khu vực này được sử dụng như là nơi giam giữ các quan chức và cảnh sát tham nhũng cho nên kinh tế kém phát triển. Ngoài ra, nhiều người trong khu vực có tư tưởng Mã Lai quyết không cho con em theo học các trường do chính phủ Thái Lan điều hành, mà lại tìm đến pondok pesantren (tức là trường nội trú Hồi giáo) chỉ có ở trong khu vực Patani và Kelantan của Malaysia, một số từ chối học tiếng Thái. Nhiều anh (chị) cũng tìm kiếm cơ hội học tập tại các trường đại học ở Trung Đông để nâng cao kiến thức về Hồi giáo và tiếng Ả Rập, nhưng họ không thể kiếm được cơ hội việc làm ở Thái Lan, dẫn đến nơi đây nghèo đói ngày càng gia tăng.
Phong trào chủ nghĩa li khai ở khu vực Patani tăng cường trong những năm 1950 và 1970. Thay vào đó, các cuộc tấn công du kích hà khắc của chính phủ Thái Lan đã khiến người dân Hồi giáo hướng về phong trào Hồi giáo cực đoan ở Trung Đông. Vào những năm 1980, chính phủ Thái Lan thay đổi chính sách, thúc đẩy các chính sách văn hoá để người Thái hiểu sâu hơn về người Hồi giáo, đưa ra các biện pháp phát triển như viện trợ khu vực, tình hình an ninh trong khu vực  tạm thời lắng dịu.
Tuy nhiên, chính sách phát triển về phía Nam của các nhà tư bản người Thái và người Hoa làm cho chênh lệch giàu nghèo ngày càng lớn. Kể từ năm 2000, các tổ chức phi chính phủ và cư dân Hồi giáo đã biểu tình phản đối việc xây dựng đường ống dẫn khí đốt qua bán đảo.

### Xã hội bất ổn
Sau khi Thaksin Shinawatra của đảng người Thái yêu người Thái bầu làm thủ tướng Thái Lan vào năm 2001, bởi vì chính phủ của ông vì mục đích chiếm lấy phiếu bầu, cho nên giải tán Văn phòng hành chính biên giới miền nam Thái Lan có từ lúc đầu, do cảnh sát chịu trách nhiệm về an ninh của ba tỉnh miền nam Thái Lan.
Ngày 4 tháng 1 năm 2001, một nhóm người trong tay có vũ khí tập kích một doanh trại lân cận Narathiwat lúc bình minh, đã sát hại bốn binh sĩ đồng thời cướp đi hơn 100 cây súng trường tự động do Mĩ sản xuất, sự kiện này đã đánh dấu mở đầu bạo loạn ở khu vực miền nam Thái Lan, bạo loạn diễn ra liên tục không ngừng cho tới nay.
Ngày 28 tháng 4 năm 2004, hơn 100 phần tử bạo loạn có vũ trang âm mưu tấn công 10 đồn cảnh sát nằm ở Songkhla, Pattani và Yala vào rạng sáng hôm đó, nhưng bởi vì cảnh sát Thái Lan đã được báo cáo qua điện thoại trước khi xảy ra sự việc nên phòng bị kĩ lưỡng, tất cả phần tử bạo loạn bị đàn áp đẫm máu, tổn thất cực kì nặng nề. Một bộ phận phần tử bạo loạn lui về nhà thờ Hồi giáo Krue Se có lịch sử lâu đời nhất trong tỉnh Pattani âm mưu tử thủ, quân đoàn 4 đồn trú ở miền nam Thái Lan đã bao vây nhà thờ Hồi giáo này, mặc dù phó Thủ tướng kiêm Bộ trưởng Quốc phòng Thái Lan lúc đó Chavalit Yongchaiyudh xét thấy sự kiện này có liên quan đến tranh chấp tôn giáo và sắc tộc hoàn toàn nhạy cảm, ông ra lệnh quân đồn trú nhất định phải kiềm chế, nỗ lực tìm kiếm giải pháp hoà bình, nhưng bởi vì có quá nhiều người tụ tập ở bên ngoài nhà thờ Hồi giáo, để ngăn tình hình vượt khỏi tầm kiểm soát và giảm thiểu thương vong cho người vô tội, thủ trưởng quân đoàn 4 ra lệnh binh lính cưỡng chế xông vào trong nhà thờ sau khi giáp mặt dài đến 7 giờ, sau khi trải qua rừng súng mưa đạn, một binh sĩ Thái Lan và toàn bộ 32 phần tử bạo loạn có vũ trang đều bị trúng đạn và chết.
Sự kiện này, về sau được gọi là "thảm án nhà thờ Hồi giáo Krue Se", chính phủ đảng người Thái yêu người Thái bị đảng đối lập chỉ trích xử lí không thoả đáng về sự kiện này dẫn đến số lượng lớn người bị thương vong, có một số nhà phân tích, nhà bình luận cho biết sự kiện này đã gieo mầm tai hoạ khiến tình hình ba tỉnh biên giới miền nam Thái Lan về sau chuyển hoá xấu kém nhanh chóng.
Kể từ năm 2011, các sự cố như đánh bom khủng bố của các nhóm vũ trang Hồi giáo và tấn công vào các phương tiện quân sự và cảnh sát đã thường xuyên xảy ra ở ba tỉnh phía nam, và tình hình có thể được gọi là tồi tệ nhất. Các hoạt động khủng bố của các nhóm chiến binh Hồi giáo không chỉ nhắm vào các cơ quan chính phủ, mà còn cả các trường công lập và giáo viên. Thương vong khủng bố được chia đều giữa người Hồi giáo và Phật giáo.
Do các sự kiện như giết hại các nhà sư Phật giáo, đôi khi nó được coi là sự kết hợp giữa Phật giáo và Hồi giáo. Trên thực tế, mặc dù có đông dân số theo đạo Hồi nhưng ba tỉnh phía nam có rất ít thánh đường. Ngược lại, mặc dù số lượng Phật tử ít, nhưng nhiều ngôi chùa Phật giáo đã được xây dựng. Ngoài ra, những người theo đạo Phật không liên quan đến ăn uống ngay cả trong tháng lễ Ramadan, nên một số người theo đạo Hồi cảm thấy tôn giáo của họ bị phớt lờ hoặc không được tôn trọng. Người ta cũng chỉ ra rằng điều này đã trở thành mảnh đất của sự oán giận. Ngược lại, những định kiến như "người Hồi giáo là những kẻ khủng bố" đã lan rộng trong cộng đồng người Thái đa số theo đạo Phật do hậu quả của các vụ tấn công khủng bố liên tiếp ở ba tỉnh miền nam Thái Lan. Mặt khác, các tổ chức phi chính phủ địa phương đang tiến hành các hoạt động đối thoại để giải quyết những xung đột như vậy giữa các cư dân.
Chính phủ Thái Lan coi trọng tình hình chỗ này và đang nỗ lực phát triển cơ sở hạ tầng, mở rộng phúc lợi, nhưng do an ninh kém ở vùng đồi núi nên cần phải đi cùng quân đội để hỗ trợ người dân. Sau cuộc đảo chính quân sự ở Thái Lan vào ngày 19 tháng 9 năm 2006, chính phủ Thái Lan đang chìm trong cuộc cạnh tranh chia rẽ đất nước giữa Mặt trận Dân chủ chống Độc tài (UDD) ủng hộ Thaksin và Liên minh Nhân dân vì Dân chủ (PAD) chống Thaksin. Tình hình hiện tại là các biện pháp đối phó của chính quyền Băng Cốc vẫn chưa tác động mạnh mẽ đến ba tỉnh miền nam Thái Lan.